# St. Bernulphusgilde

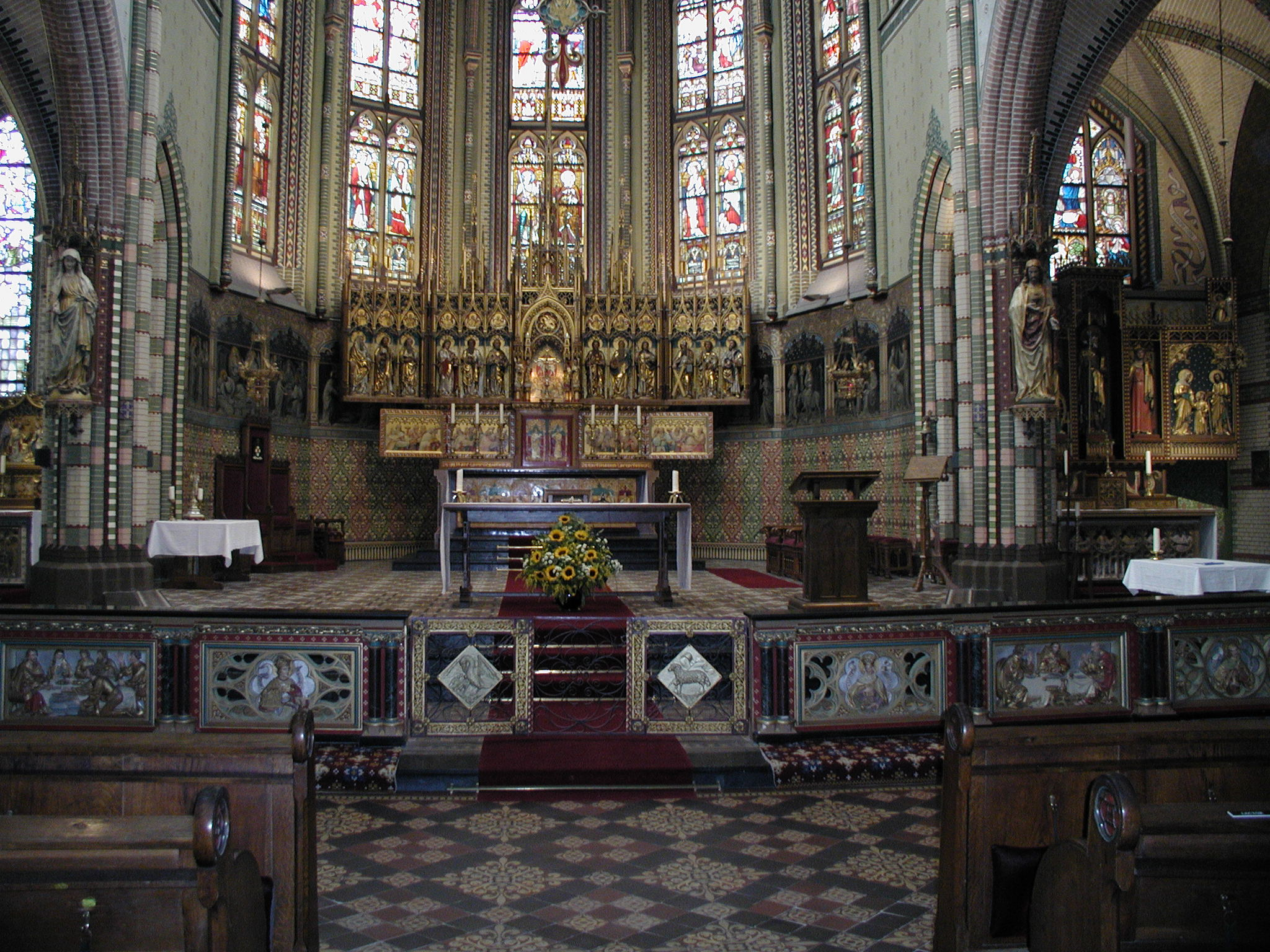
Hochaltar von Friedrich Wilhelm Mengelberg in der (von Cuypers entworfenen) St.-Josef-Kathedrale in Groningen.

Die St. Bernulphusgilde war ein niederländischer katholischer Verein, der am 1. Dezember 1869 gegründet wurde, mit dem Ziel der Wahrung der nationalen Tradition und Fachkunde in religiöser Kunst und Architektur, so durch Exkursionen und die Veröffentlichung der Zeitschrift Het Gildeboek. Die Zunft wurde nach dem Utrechter Bischof Bernulf von Utrecht aus dem 11. Jahrhundert benannt. Die Gilde blieb bis in die 1930er Jahre aktiv.

## Gründung und Tätigkeit
Der Verein wurde in Utrecht durch Gerardus Wilhelmus van Heukelum (1834–1910) nach dem Vorbild der flämischen St. Thomas und St. Lucas Gilde gegründet. Die Gilde war ursprünglich nur für Geistliche offen, erlebte aber eine Blütezeit, als die Mitgliedschaft auch für Künstler und Architekten geöffnet wurde. Obwohl die Zunft Mitglieder überall in den Niederlanden hatte, spielte sie eine besondere Rolle für den Kirchenbau im 1853 neu geschaffenen Erzbistum Utrecht, besonders in der Provinz Utrecht. Mitglieder der Zunft, zumeist Künstler, die van Heukelum aus dem Rheinland mitgebracht hatte, erfüllten bestimmte Stilvorgaben und erhielten wichtige Aufträge.

## Architekturstil
Der vorgeschriebene Stil war eine konservative Variante der Neugotik, die auf die ursprüngliche Ausführung der Spätgotik, insbesondere der Niederrheinischen Gotik, zurückverweist und fast ausschließlich in einheimischen Materialien wie Backstein ausgeführt wurde. Diese sogenannte Utrechter Schule stand im Gegensatz zu den Ansichten von Pierre Cuypers, der übrigens Ehrenmitglied war, für den die Neugotik ein Ausgangspunkt für Innovationen war. Die bildende Kunst wurde in historisierenden Stilen ausgeführt. Van Heukelums Sammlung von Kunstwerken aus dem Mittelalter wurde ab 1872 auch in einem Utrechter Museum  öffentlich zugänglich gemacht. Dieses wurde 1882 zum Erzbischöflichen Museum erhoben und ist der Vorläufer des heutigen Museums Catharijneconvent.

## Berühmte Mitglieder und Werke

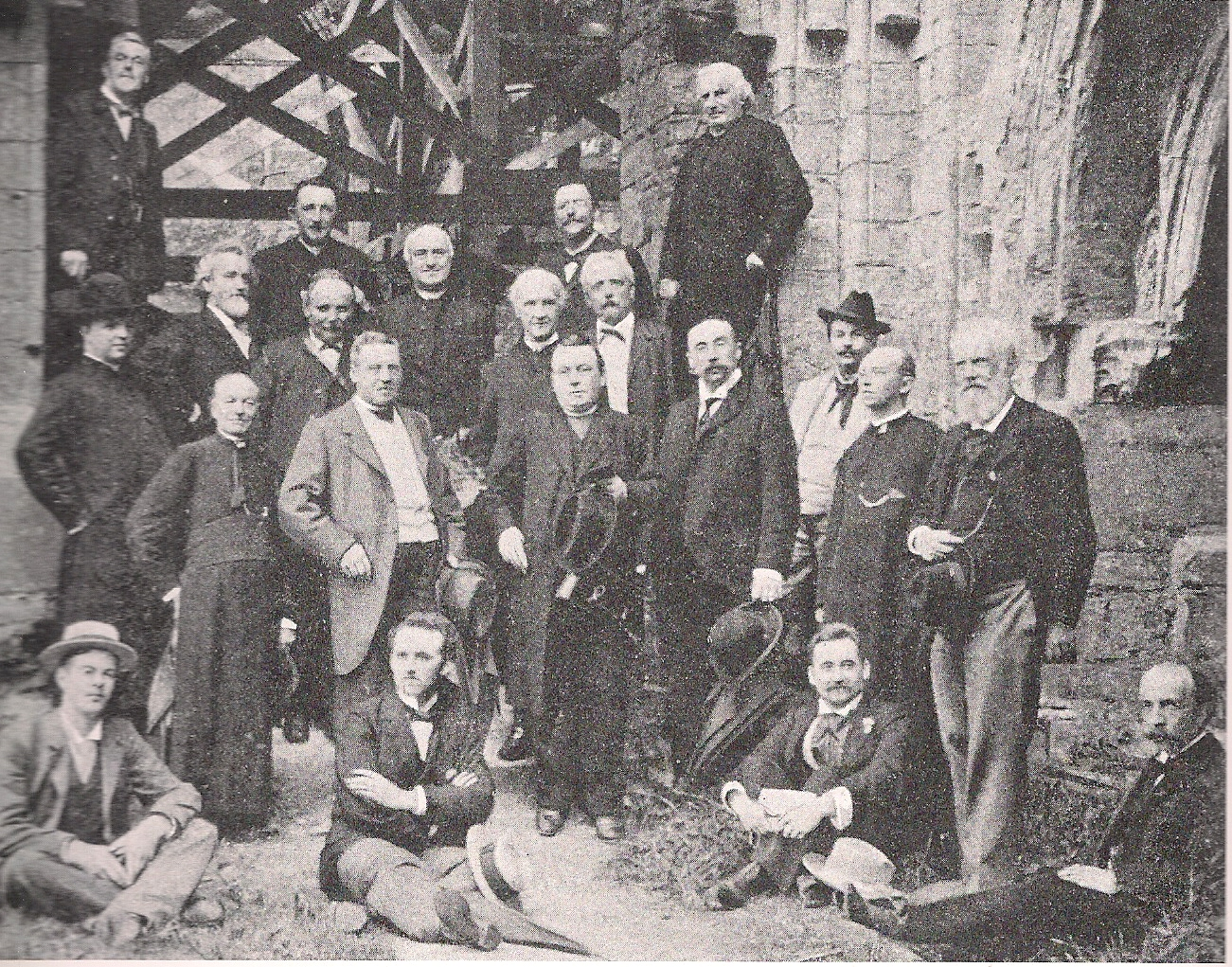
St. Bernulphusgilde, 1900. Rechts der Gründer Gerald van Heukelum

Führende Künstler der Gilde waren der Architekt Alfred Tepe, der in der Provinz Utrecht fast das Monopol für den Bau neuer katholischer Kirchen innehatte, der Bildhauer Friedrich Wilhelm Mengelberg, der zusammen mit seinem Atelier für viele der Kirchenausstattungen verantwortlich war, der Goldschmied Gerard Brom und der Orgelbauer Michaël Maarschalkerweerd. Gut erhaltene Beispiele von Kirchen, die die Ideen der St. Bernulphusgilde umsetzten, sind St. Willibrord in Utrecht und De Krijtberg in Amsterdam. Die Sint-Willibrordus-Kirche von 1870 in Vierakker war eine der ersten Kirchen, die in diesem Stil erbaut wurden. In der von Cuypers entworfenen St.-Josef-Kathedrale in Groningen befindet sich ein sehr eindrucksvoller Hochaltar von Mengelberg, der allgemein als einer der Höhepunkte der niederländischen neugotischen Kunst angesehen wird.